# Un talent caché
Un talent caché est le vingtième épisode de la vingt-quatrième saison de la série télévisée Les Simpson et le 528e épisode de la série. Il est diffusé pour la première fois le 12 mai 2013.

## Synopsis
Marge encourage Bart à développer son côté créatif et il commence à prendre confiance en lui lors de cours de piano donnés par une très belle étudiante dont Marge offre des leçons de conduite au père en guise de rémunération. Pendant ce temps, Homer s'aperçoit qu'il a perdu les deux derniers cheveux restants sur son crâne et doit assumer sa nouvelle calvitie.